# Ministerio de Guerra (Prusia)
El Ministerio de Guerra fue un ministerio del Reino de Prusia, gradualmente establecido entre 1808 y 1809 como parte de una serie de reformas iniciadas por la Comisión de Reorganización Militar creada después de los desastrosos Tratados de Tilsit. El Ministerio de Guerra ayudaría a someter al Ejército a revisión constitucional, y junto con el Estado Mayor General sistematizaría la conducción de la guerra. Gerhard von Scharnhorst, el más prominente e influyente de los reformadores, sirvió como ministro de guerra en funciones entre aproximadamente 1808 hasta 1810 (también fue jefe de Estado Mayor).

## Historia

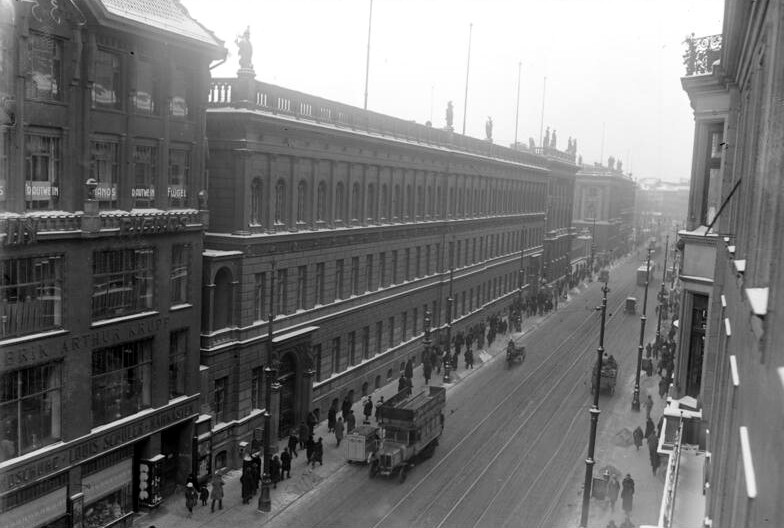
Edificio del Ministerio en la Leipziger Straße.

El Ministerio de Guerra fue fundado el 25 de diciembre de 1808, remplazando las antiguas instituciones militares. El Ministerio consistía de dos departamentos. El primer departamento era responsable del mando y condición del ejército, el segundo de su administración financiera.
Al principio, no se eligió ningún Ministro de Guerra debido a la resistencia de Federico Guillermo III. Gerhard von Scharnhorst se convirtió en jefe del primer departamento (el Departamento General de Guerra; Allgemeines Kriegsdepartement) y el teniente general Graf Lottum se convirtió en jefe del segundo departamento. Scharnhorst también operó como Ministro de Guerra en funciones, ya que no se realizó ningún nombramiento permanente.
El primer departamento a su vez consistía de tres divisiones. La primera división representaba la continuación del antiguo Ayudante General y también era conocido como el "gabinete militar secreto". Este a su vez tenía control sobre la cancillería de guerra. La segunda división del Ministerio de Guerra trataba con asuntos del ejército generales: formación de tropas, reemplazos y rotaciones, alojamiento, ejercicios militares, y movilización. Se creó una tercera división: la división de artillería e ingeniería. Esta a su vez comprendía la sección de artillería, que trataba con el equipo de artillería, producción de rifles, producción de munición, fábricas de pólvora, etc.; y la sección de ingeniería, que era la responsable del mantenimiento de las fortalezas.
El segundo departamento, el departamento de economía militar, tenía cuatro divisiones. La primera división era responsable de los salarios, la segunda del catering, la tercera de la confección y la cuarta de los inválidos.
En 1919, formó la base para el Ministerio del Reichswehr de la República de Weimar.

## Ministros de Guerra Prusianos, 1808-1919
| N.º | Retrato | Nombre                                  | Tiempo en el cargo                             |
| --- | ------- | --------------------------------------- | ---------------------------------------------- |
| 1   |         | Gerhard von Scharnhorst                 | 1 de marzo de 1808-17 de junio de 1810         |
| 2   |         | Karl von Hake                           | 17 de junio de 1810-agosto de 1813             |
| 3   |         | Hermann von Boyen                       | 3 de junio de 1813-26 de diciembre de 1819     |
| 4   |         | Karl von Hake                           | 26 de diciembre de 1819-20 de octubre de 1833  |
| 5   |         | Job von Witzleben                       | 25 de abril de 1835-abril de 1837              |
| 6   |         | Gustav von Rauch                        | 30 de julio de 1837-28 de febrero de 1841      |
| 7   |         | Hermann von Boyen                       | 1 de marzo de 1941-6 de octubre de 1847        |
| 8   |         | Ferdinand von Rohr                      | 6 de octubre de 1847-2 de abril de 1848        |
| 9   |         | Karl von Reyher                         | 2 de abril de 1848-26 de abril de 1848         |
| 10  |         | August Wilhelm Graf von Kanitz          | 26 de abril de 1848-16 de junio de 1848        |
| 11  |         | Ludwig Freiherr Roth von Schreckenstein | 16 de junio de 1848-7 de septiembre de 1848    |
| 12  |         | Ernst von Pfuel                         | 7 de septiembre de 1848-2 de noviembre de 1848 |
| 13  |         | Karl von Strotha                        | 2 de noviembre de 1848-27 de febrero de 1850   |
| 14  |         | August von Stockhausen                  | 27 de febrero de 1850-31 de diciembre de 1851  |
| 15  |         | Eduard von Bonin                        | 31 de diciembre de 1851-1854                   |
| 16  |         | Friedrich Graf von Waldersee            | 1854-6 de noviembre de 1858                    |
| 17  |         | Eduard von Bonin                        | 6 de noviembre de 1858-28 de noviembre de 1859 |
| 18  |         | Albrecht von Roon                       | 5 de diciembre de 1859-9 de noviembre de 1873  |
| 19  |         | Georg von Kameke                        | 9 de noviembre de 1873-3 de marzo de 1883      |
| 20  |         | Paul Bronsart von Schellendorff         | 3 de marzo de 1883-8 de abril de 1889          |
| 21  |         | Julius von Verdy du Vernois             | 8 de abril de 1889-4 de octubre de 1890        |
| 22  |         | Hans von Kaltenborn-Stachau             | 4 de octubre de 1890-19 de octubre de 1893     |
| 23  |         | Walther Bronsart von Schellendorff      | 19 de octubre de 1893-14 de agosto de 1896     |
| 24  |         | Heinrich von Gossler                    | 14 de agosto de 1896-15 de agosto de 1903      |
| 25  |         | Karl von Einem                          | 15 de agosto de 1903-11 de agosto de 1909      |
| 26  |         | Josias von Heeringen                    | 11 de agosto de 1909-7 de junio de 1913        |
| 27  |         | Erich von Falkenhayn                    | 7 de junio de 1913-21 de enero de 1915         |
| 28  |         | Adolf Wild von Hohenborn                | 21 de enero de 1915-29 de octubre de 1916      |
| 29  |         | Hermann von Stein                       | 29 de octubre de 1916-9 de octubre de 1918     |
| 30  |         | Heinrich Scheuch                        | 9 de octubre de 1918-2 de enero de 1919        |
| 31  |         | Walther Reinhardt                       | 2 de enero de 1919-13 de septiembre de 1919    |